# Olympische Sommerspiele 2016/Teilnehmer (Afghanistan)
| Gelbes Symbol für Goldmedaillen mit stilisierten Olympischen Ringen | Graues Symbol für Silbermedaillen mit stilisierten Olympischen Ringen | Braundes Symbol für Bronzemedaillen mit stilisierten Olympischen Ringen |
| ------------------------------------------------------------------- | --------------------------------------------------------------------- | ----------------------------------------------------------------------- |
| —                                                                   | —                                                                     | —                                                                       |

Afghanistan nahm an den Olympischen Spielen 2016 in Rio de Janeiro teil. Es war die insgesamt 14. Teilnahme an Olympischen Sommerspielen. Das Afghanistan National Olympic Committee nominierte drei Athleten in den Sportarten Judo und Leichtathletik.
Fahnenträger bei der Eröffnungsfeier war der Judoka Mohammad Tawfiq Bakhshi.

## Teilnehmer nach Sportarten

### Judo
| Athleten                | Wettbewerb | 1. Runde      | 1. Runde    | 2. Runde      | 2. Runde      | Viertelfinale | Viertelfinale | Halbfinale / Trostrunde | Halbfinale / Trostrunde | Finale / Platz 3 | Finale / Platz 3 | Rang          |
| Athleten                | Wettbewerb | Gegner        | Ergebnis    | Gegner        | Ergebnis      | Gegner        | Ergebnis      | Gegner                  | Ergebnis                | Gegner           | Ergebnis         | Rang          |
| ----------------------- | ---------- | ------------- | ----------- | ------------- | ------------- | ------------- | ------------- | ----------------------- | ----------------------- | ---------------- | ---------------- | ------------- |
| Männer                  |            |               |             |               |               |               |               |                         |                         |                  |                  |               |
| Mohammad Tawfiq Bakhshi | bis 100 kg | Jorge Fonseca | 000s0:100s0 | ausgeschieden | ausgeschieden | ausgeschieden | ausgeschieden | ausgeschieden           | ausgeschieden           | ausgeschieden    | ausgeschieden    | ausgeschieden |

### Leichtathletik
Laufen und Gehen 
| Frauen             |       |         |    |               |               |               |               |               |               |               |               |               |
| Kamia Yousufi      | 100 m | 14,02 s | 22 | ausgeschieden | ausgeschieden | ausgeschieden | ausgeschieden | ausgeschieden | ausgeschieden | ausgeschieden | ausgeschieden | ausgeschieden |
| Männer             |       |         |    |               |               |               |               |               |               |               |               |               |
| Abdul Wahab Zahiri | 100 m | 11,56 s | 18 | ausgeschieden | ausgeschieden | ausgeschieden | ausgeschieden | ausgeschieden | ausgeschieden | ausgeschieden | ausgeschieden | ausgeschieden |